# Werexcastel
Werexcastel oder Weierscastel ist ein Burgstall westlich von Niederwürzbach im Saarpfalz-Kreis im Saarland. Die Stelle liegt im Landscheider Wald auf der Gemarkung von Ommersheim. Die Anlage wurde unter dem Namen Werexcastel 1975 von Heinz Spies erstmals beschrieben. Es handelt sich bei diesem Namen allerdings um eine falsche Lesart des handschriftlichen Textes der Tilemann-Stella-Karte von 1564, dem einzigen bekannten historischen Beleg für den Namen.

## Lage
Die Reste der einstigen Turmburg befinden sich im Landscheider Wald südlich des Niederwürzbacher Weihers, etwa auf halber Strecke zwischen Niederwürzbach und Oberwürzbach oberhalb der Landstraße L111, abseits gangbarer Wege. Die Burg ist auf der Karte der Ämter Zweibrücken und Kirkel von Tilemann Stella aus dem Jahr 1564 unter dem Namen Weierscastel eingezeichnet. Die nicht unbedingt wirklichkeitsgetreue Abbildung zeigt einen viereckigen Turm mit zwei Gebäuden ohne Zuwegung mitten im Wald. Der handschriftliche Eintrag ist zugleich der einzige Namensbeleg für den Burgnamen und wurde 1975 von Heinz Spies mit der Lesart Werexcastel wiedergegeben. 1989 findet sich für den gleichen Beleg die Lesart „Peterscastel“ (oder Weierscastel?). Das Pfälzische Burgenlexikon führt das Objekt 2007 unter dem Lemma „Weierscastel“.

## Anlage
Von der Anlage sind nur spärliche Mauerreste und Spuren eines Turms erhalten.

## Geschichte
Weder zur Erbauungszeit noch zur Zerstörungszeit liegen nähere Angaben vor. Das Pfälzische Burgenlexikon widerspricht der Annahme, die Anlage sei ins 11. oder 12. Jahrhundert zu datieren, ja überhaupt der Einschätzung als Burg, und schlägt eine Einordnung als leicht gesicherten spätmittelalterlichen Wartturm vor.

## Belege
1. ↑  Ruthardt Oehme, Lothar Zögner: Tilemann Stella (1525–1589), Koblenz 1989, ISBN 3-922296-52-1, S. 69, S. 77